# Chloé Frammery
Pour les articles homonymes, voir Nicolas-Étienne Framery.
Chloé Frammery, née en juin 1974, est une enseignante franco-suisse et syndicaliste de la fonction publique genevoise connue pour propager des infox sur les réseaux sociaux.
Sa contribution à la désinformation sur la pandémie de Covid-19 dans le cadre du mouvement d'opposition aux mesures de lutte contre la pandémie de Covid-19 lui vaut son licenciement du département de l'instruction publique genevois en 2022.

## Biographie
Chloé Frammery obtient une maîtrise en mathématiques en 2008 à l'Université de Genève.
Elle enseigne les mathématiques au cycle d'orientation à Genève jusqu'en 2020, à la suite de quoi elle est en congé sabbatique jusqu'en août 2021, puis suspendue jusqu'à son licenciement en 2022,,.
Ses parents sont ingénieurs. Sa mère est conseillère municipale (législatif) socialiste de la ville de Genève de 2007 à 2011.

## Engagement syndical et politique
En 2015, elle est membre du cartel intersyndical de la fonction publique de Genève.
Elle a été membre du comité Stop Tisa,,. Elle a soutenu l'initiative populaire « Monnaie pleine », rejetée par le peuple suisse en juin 2018. Elle a participé au mouvement des Gilets jaunes en France et en Suisse,.
En 2018, elle est candidate au Grand Conseil du canton de Genève au sein de la liste « Égalité et Équité » qu'elle a fondée. Elle n'est pas élue, sa liste n'obtenant que 0,88 % des voix.
Elle s'est engagée dans le mouvement d'opposition aux mesures de lutte contre la pandémie de Covid-19, en Suisse comme en France. Elle participe notamment à la controverse sur la vaccination et se positionne en faveur de certaines théories du complot,.
Aux bals des quenelles 2019 et 2020, évènements organisés par Dieudonné, elle reçoit une quenelle d'or à deux reprises. Sur Twitter, elle fait la promotion d'une gazette qui recommande notamment la lecture des protocoles des sages de Sion, faux antisémite. Ces éléments conduisent la Coordination intercommunautaire contre l'antisémitisme et la diffamation à informer le département de l'instruction publique, de la formation et de la jeunesse (DIP) de Genève. Son avocat, qui défend également Dieudonné et l'essayiste antisémite Alain Soral, y voit une dénonciation calomnieuse.
Elle est candidate au Conseil national pour les élections fédérales suisses de 2023. Sa liste « Liberté », dont les candidats disent s'affranchir des étiquettes gauche-droite, est apparentée à des listes du PEV et de l'UDF. Éliminée au premier tour de l'élection pour le Conseil national, elle concourt au second tour de l'élection au Conseil des États après le désistement d'un candidat en sa faveur. Après qu'elle a déposé plainte en 2023 pour n'avoir pas été invitée lors d'un débat organisé par la Radio télévision suisse au cours de la campagne électorale pour le Conseil des États, l'Autorité indépendante d'examen des plaintes en matière de radio-télévision (AIEP) lui donne raison en 2025.
Elle est candidate suppléante aux élections législatives françaises de 2024 dans la quatrième circonscription de la Haute-Savoie.

## Licenciement et procédures judiciaires
En 2020, Chloé Frammery reçoit un blâme de l'État de Genève pour ses publications sur les réseaux sociaux, notamment son soutien à l'humoriste Dieudonné. Par la suite, elle est également mise en cause pour différents propos devant des élèves, notamment contre la vaccination,. De son côté, Chloé Frammery conteste ces éléments ou l'interprétation qui en est faite.
Elle est suspendue de sa fonction en 2021 conjointement au lancement d'une enquête administrative sur les faits évoqués en 2020. En 2022, cette procédure aboutit à son licenciement,. Elle fait recours contre cette décision mais ne réussit pas à obtenir en justice l'effet suspensif du licenciement. En 2023, le tribunal administratif cantonal de Genève confirme son licenciement,. Elle fait recours contre cette décision auprès du Tribunal fédéral, qui confirme le licenciement,.
En 2022, elle est inquiétée pour avoir publié l'enregistrement d'une conversation qu'elle a eue avec le service du chômage genevois,. Lors de l'audience au Tribunal en 2023, elle indique avoir voulu se protéger contre d'éventuels dysfonctionnements,. Elle est finalement condamnée par la juridiction de première instance.
Son affaire a donné lieu à un débat sur la liberté d'expression des enseignants.

## Complotisme et désinformation
Chloé Frammery est considérée comme une des figures de la désinformation sur la pandémie de Covid-19 en Suisse.
À l'été 2021, les Hôpitaux universitaires de Genève démentent une allégation de Chloé Frammery sur son compte Twitter faisant état de la mise en place par l'institution hospitalière d'une cellule de veille pour les effets graves de la vaccination contre la Covid-19.
Son compte Facebook est suspendu 30 jours en 2021 pour avoir diffusé de fausses informations à propos de la pandémie de Covid-19.
Chloé Frammery affiche son scepticisme à l'égard des thèses défendues par le GIEC à propos du changement climatique.

## Réseaux sociaux et autres activités
Certaines vidéos de sa chaîne YouTube ont été vues plus de 100 000 fois. Elle compte plus de 15 000 abonnés sur son canal Telegram.
À partir de 2020, elle co-anime l’émission « l’info en QuestionS » sur YouTube avec Jean-Jacques Crèvecœur, Christian Tal Schaller et Salim Laïbi.
Elle est l'assistante de production de Daniel Künzi pour son documentaire Film COVID : Totalitarisme helvétique ?!, sorti en 2024.

## Publication
- La Suisse au cœur : Biographie d’une résistante des années 2020, 2025